# 넥슨타운
넥슨타운 (NEXONTOWN)은 넥슨에서 개발했던 메타버스 앱이다. 캐릭터를 자신이 만들거나 마비노기, 메이플스토리, 버블파이터, 크레이지 아케이드의 캐릭터로 변신할 수 있었다.